# Snakebite (EP)
Snakebite es el EP debut del grupo de hard rock británico Whitesnake, lanzado originalmente en 1978 por Sunburst.
El EP, editado en principio como un vinilo de siete pulgadas con 4 canciones (dos por lado), en el Reino Unido y otros países de Europa, es el primer trabajo discográfico de Whitesnake, lanzado previamente a su álbum debut Trouble.
Poco después fue reeditado con otra portada en formato long play, agregándosele cuatro canciones más, extractadas del disco en solitario de David Coverdale Northwinds, que se había publicado a principios de 1978. Los cuatro temas originales del EP fueron incluidos después como pistas adicionales en la edición remasterizada de Trouble en 2006.

## Lista de canciones del EP original
Lado A
1. "Come On"
2. "Bloody Mary"

Lado B
1. "Ain't No Love in the Heart of the City"
2. "Steal Away"

## Reedición como LP
Lado A
1. "Come On"
2. "Bloody Mary"
3. "Ain't No Love in the Heart of the City"
4. "Steal Away"

Lado B
1. "Keep on Giving Me Love"
2. "Queen of Hearts"
3. "Only My Soul"
4. "Breakdown"

## Personal del EP original
- David Coverdale - voz
- Micky Moody - guitarra
- Bernie Marsden - guitarra
- Neil Murray - bajo
- Dave Dowle - batería
- Pete Solley - teclados